# ジープ・コンパス
コンパス（Compass）は、ジープブランドで販売されるクライスラーの小型クロスオーバーSUVである。

## 概要
公道（オンロード）での走行を主眼に置いた、ジープでのエントリーユーザー向けモデルとして販売され、特にオフロード性能で訴求することもなく、悪路走破性能も他のジープ車に劣っている。そのため、トレイルレイテッドバッジも付けられていない。なお、このモデルはトレイルレイテッドバッジが付けられない最初のジープ車となった。

## 初代（MK型、2006年-2017年）
2006年1月の北米国際オートショーで発表され、同年5月30日に生産が開始された。プラットフォームには、ジープ・パトリオットと共通のクライスラー・MKプラットフォームが採用された。
他のジープを踏襲したスタイリングのパトリオットとは異なり、トヨタ・マトリックスに対抗したハッチバックスタイルのスポーティーなデザインがなされている。
エンジンは、GEMAによって設計された直列4気筒 2.4Lエンジンと2Lエンジンが採用され、豪州および欧州向けの輸出車両にはフォルクスワーゲン製の2Lディーゼルエンジンも搭載。
なお、後期のヘッドライトはグランドチェロキー（4代目、WK型）のものを流用している。
生産はイリノイ州ベルビデーレで行われている。
2012年3月3日、日本国内にて正式発売された。用意されるのは2LのFFモデル「リミテッド」1種類のみ。
2013年5月24日、小改良（7月13日より発売開始）。パトリオットの廃止を受け、2.4L+4WDの「リミテッド」を追加。従来のFFモデルは「スポーツ」に改名し、一部装備を厳選した上で価格を引き下げた。トランスミッションは全車に新開発の6速パワーテックオートマチックを採用。
2013年8月3日、2.0L・FFの「スポーツ」をベースにクロームパーツやグランドチェロキーに採用されるサドルタンレザーシート、18インチクロームアルミ等を装備した「リミテッド　クローム」を150台限定で販売開始。ボディカラーは「ブラッククリアコート」のほか、コンパス初登場となる「ラギッドブラウンパールコート」を用意する。価格は税込みで300万円。

## 2代目（MP型、2017年-　）
従前のコンパスとパトリオットの統合後継車種として、2016年のロサンゼルスオートショーで初公開。
生産は先代のイリノイ州から世界4拠点（メキシコ・ブラジル・中国・インド）で行われることになり、日本向けはインド製が割り当てられる。
シャシはレネゲード用の「スモールワイド4×4アーキテクチャー」のホイールベースを70 mm延長して2,640 mmとした上で採用している。
パワーユニットはフィアット製で、レネゲードで採用済みの1.4 L・マルチエア直噴ターボをはじめ、直4・2.4 Lマルチエア、2.0 L・マルチジェットディーゼルエンジンを仕向け地に応じて用意する。同時に、1.4Lモデルには、新たにフィアット・パワートレイン・テクノロジー製の7速デュアルクラッチトランスミッションが設定された。
日本市場においては、2017年（平成29年）12月2日に販売を開始することがアナウンスされた。日本仕様はレネゲードとチェロキーとの棲み分けのため、すべて2.4 Lマルチエアのみとなり、「Sport」と「Longitude」はFF+6AT、「Limited」は4WD+9ATである。
なお、2021年に登場する2代目コマンダーはこの2代目をベースに開発されている。